# Zabolky
Zabolky (531 m n. m.; německy Uchenberg) je vrch v okrese Jablonec nad Nisou Libereckého kraje. Leží asi 2 km západně od obce Frýdštejn, na katastrálním území Bezděčín, Odolenovice a Jenišovice. Je to nejvyšší bod Českodubské pahorkatiny.

## Geomorfologické zařazení
Vrch náleží do celku Jičínská pahorkatina, podcelku Turnovská pahorkatina, okrsku Českodubská pahorkatina, podokrsku Letařovická pahorkatina a Žďárecké části.

## Přístup
Na vrch vede několik pěších cest z různých směrů. Automobilem se dá nejblíže dopravit do sídel Bezděčín, Sestroňovice a Jílové.